# Abdellah Ferkous
Abdellah Toukouna,né le 2 février 1965 à Marrakech, connu du grand public sous le nom de Ferkous, est un acteur et réalisateur marocain. Il est par ailleurs propriétaire d'un restaurant à Marrakech.

## Filmographie

### Comme acteur
- 2010 : Swingum, interprète Saleh[2].
- 2013 : Graines de grenades[2].
- 2014 : Le Coq, interprète Boujemâa[2].
- 2017 : Korsa, interprète Almâati[2].

### Comme réalisateur
- 2010 : Swingum[2].
- 2013 : Graines de grenades[2].
- 2014 : Le Coq[2].
- 2017 : Korsa[2].

## Box-office
Ferkous a décroché la première place du box-office marocain en 2015 avec 100 000 entrées grâce à son film « Le Coq ». 